# Эфес (город)
Эфе́с (греч. Ἔφεσος, лат. Ephesus, тур. Efes) — древний город на западном побережье Малой Азии, при впадении реки Каистр (совр. Малый Мендерес), южнее Смирны (совр. Измир) и западнее города Сельчук (современная территория Турции). По одним мнениям, в I веке н. э. население города достигало 225 тысяч жителей, по другим — около 50 тысяч, и город занимал третье место по численности населения в римской провинции Азия после Сардиса и Александрии Троадской.
Своей славой Эфес в большой степени обязан местному культу восточной богини плодородия, со временем отождествлённой с греческой богиней Артемидой. Поклонение богине идёт с незапамятных времён, но строительство посвящённого ей храма, одного из семи чудес света, началось в первой половине VI века до н. э.
Город был заложен на берегу Эгейского моря как портовый и быстро развивался за счёт торговли. В 500-х годах нашей эры город перенесён на холм Айясолук вблизи нынешнего города Сельчук, поскольку бухта обмелела из-за речных наносов и стала полностью несудоходной. Впоследствии море продолжило отступать от города, что и стало причиной его постепенного упадка. Землетрясения и оползни окончательно похоронили руины под землёй, тем самым сохранив их для археологов. Сегодня развалины Эфеса, большей частью реконструированные, находятся на расстоянии около 6 километров от берега моря на седловине между двух холмов.
Эфес (в ином написании — Ефес) и его жители многократно упоминаются в Деяниях святых апостолов (см. Деян. 18:19-21, Деян. 18:24-26 и практически полностью 19-ю главу «Деяний»). Ефесская церковь фигурирует в Откровении Иоанна Богослова как одна из семи церквей Апокалипсиса (см. Откр. 1:11, Откр. 2:1-7); эти книги, а также Послание к Ефесянам апостола Павла входят в состав Нового Завета.
В 1869 году английскими учёными были произведены первые археологические раскопки основанного Лисимахом города на горе, в результате которых миру была открыта красота античного города. В настоящее время археологическая зона Эфеса, размером более десяти километров, находится в окрестностях турецкого города Сельчук. В музее Сельчука собраны уникальные находки из Эфеса и соседних античных городов и поселений.

## История

### Неолит и бронзовый век
Окрестности Эфеса были населены ещё в эпоху неолита, о чём свидетельствуют раскопки курганов Арвальи и Кукуричи.
В ходе раскопок последних лет были найдены поселения раннего бронзового века у холма Аязулук. В 1954 году неподалёку от развалин базилики Св. Иоанна было найдено кладбище микенской эпохи (1500—1400 гг. до н. э.). Среди находок были изделия из керамики.
Судя по хеттским источникам, город носил название Апаша (Апаса), откуда происходит более позднее «Эфес», и был краткое время столицей царства Мира, а также включавшей данное царство конфедерации Арцава, враждебной хеттам и союзной ахейцам.
В постхеттскую эпоху бронзового века Эфес был столицей небольшого карийского государства, затем заселён греками-ионийцами из Афин.
Династия Мермнадов из Лидии, по мнению Винфрида Хельда, происходила из Эфеса, так как жертвовала значительные суммы святилищам этого весьма удалённого от Лидии города.

### Ионический период

Изменение береговой линии из-за наносов, переносимых рекой Каистр.

В XI веке до н. э. территория будущего города была захвачена ионийцами. По преданию, сын Кодра, Андрокл, который возглавлял ионийских переселенцев, основал город на расстоянии 1,5 км от храма на берегу моря, данное прибрежное поселение было классическим ионийским городом. В городе были построены храмы Афины и Аполлона. От акрополя (в наши дни на том месте, где расположен акрополь, находится византийский источник) практически ничего не осталось. Местонахождение акрополя — небольшой холм округлой формы перед стадионом. Сын афинского правителя Кодра, Андрокл, правил государством вплоть до VI века до н. э., его устройство рассматривалось как полуаристократическое. До середины нового столетия государственное правление приобрело черты диктатуры.
В дальнейшем были налажены взаимоотношения с правителями Лидии. В 541 году до н. э. лидийский царь Крёз после захвата города заставил его жителей переселиться в долину ближе к храму Артемиды. Во времена его правления Эфес достиг значительного расцвета. Несмотря на жёсткий стиль правления, Крёз уважительно относился к жителям Эфеса и потратил большие средства, чтобы украсить новый большой храм Артемиды. В тот период здесь жили такие люди, как Гераклит, оказавший большое влияние на развитие античной философии, и Каллин, элегический поэт.
Эфес продолжал процветать, но после повышения налогов при Камбисе II и Дарии I жители города приняли участие в Ионийском восстании против персидского владычества. В 498 году до н. э. состоялась битва при Эфесе, в которой греки потерпели поражение. В 479 году до н. э. ионийцы при поддержке Афин смогли вытеснить персов с берегов Малой Азии. В 478 году до н. э. ионийские города создали вместе с Афинами Первый афинский морской союз против персов. Эфес не предоставлял союзу корабли, но оказывал финансовую поддержку. На заключительном этапе Пелопонесской войны Эфес вышел из союза и воевал против Афин на стороне Спарты. После Коринфской войны, когда спартанские войска покинули Малую Азию, Эфес снова оказался под контролем Персии. В 334 году до н. э. после битвы при Гранике город был освобождён от персов Александром Македонским. Позже в 283 году до н. э. Эфес захватил один из преемников Александра Лисимах.
С течением времени долина покрылась аллювиальным наносом реки Малый Мендерес, что стало препятствовать полноценному сообщению Эфеса с морем. Долина реки была заболочена, а население города подвергалось постоянной опасности эпидемии малярии.
Лисимах решил переселить население города в долину, расположенную в 2 км от современных гор Панаир и Бюльбюль. Это, как ему казалось, должно было повысить уровень благополучия и безопасности города. После переселения Лисимах приказал построить высокие крепостные стены. Остатки этих стен сохранились и до наших дней. Горожан, которые не желали переселяться, Лисимах заставил подчиниться его плану, намеренно перекрыв каналы водоснабжения, но затем их функционирование было возобновлено.
Новый город был назван Арсиное, в честь его супруги. В городе имелись стадионы, гимназиумы и театр, и, по некоторым сведениям, он являлся богатым торговым центром. Благодаря усилиям Лисимаха Эфес достиг своего наивысшего расцвета и благополучия. Период расцвета продолжался до завершения эллинистического и начала римского периода истории города.

#### Монетное дело
В течение очень долгого времени наиболее популярным изображением на монетах Эфеса была пчела, в городе чеканились как тетрадрахмы, так и очень маленькие бронзовые монеты. Пчела была связана с Эфесом по многим причинам. По словам писателя Филострата Старшего, афиняне, которые пришли, чтобы колонизировать Ионию, где находится Эфес, пришли с музами, принявшими форму пчёл. Кроме того, жриц Артемиды называли «пчёлами» богини. На более поздних монетах Эфеса наиболее часто изображали оленя и (или) факел на оборотной стороне. Олень и факел являлись атрибутами Артемиды.

### Римский период

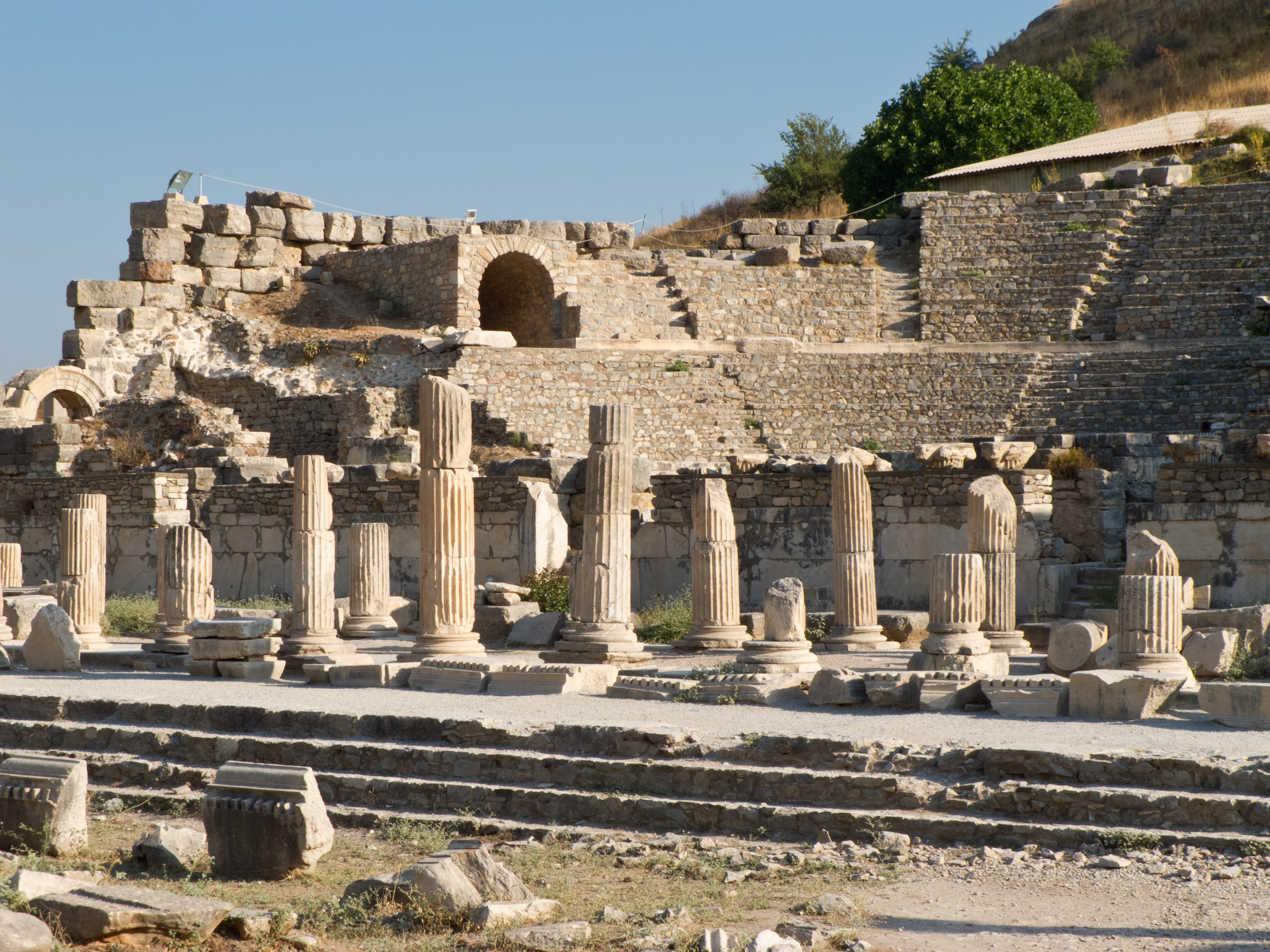
Римский одеон в Эфесе

После смерти Лисимаха некоторое время Эфес находился под контролем Птолемеев и Селевкидов, а в 190 году до н. э. вошёл в состав Римской республики. Город участвовал в подавлении восстания Аристоника Пергамского: в морском бою эфесский флот нанёс поражение флоту восставших.
Став частью Римского государства, город сразу ощутил на себе влияние метрополии. Значительно выросли налоги, в результате чего участились случаи грабежей, кроме того, в первое время спокойствие горожан нарушали частые войны. В 88 г. до н. э. город присоединился к антиримскому восстанию городов Малой Азии, которое возглавил царь Понта Митридат. В результате восстания были убиты около 80 тысяч римских граждан, многие из которых жили в Эфесе. Однако, увидев, как Зенобий, полководец Митридата, обошёлся с жителями Хиоса, эфесцы отказались вступать в его армию. Зенобий был убит, за что Эфес был жестоко наказан Митридатом. Тем не менее, город получил самоуправление, но ненадолго. Уже в 86 г. до н. э. Митридат был разбит Луцием Корнелием Суллой. На этом закончилась первая Митридатова война, и Эфес вернулся под власть Рима. Вместе с другими малоазийскими городами Эфес должен был выплатить огромную контрибуцию, наложенную Суллой, что надолго осложнило финансовое положение города.
Во время гражданской войны в Риме, которая последовала после убийства Цезаря в 44 г. до н. э., дань с Эфеса получали обе стороны, но в 27 г. до н. э., при Августе, город стал фактически столицей римской провинции Азия, занимавшей западную половину Малой Азии. Город стал быстро развиваться и со временем стал одним из крупнейших в империи. Если верить Страбону, по своему значению Эфес уступал только самому Риму.
В первые два века нашей эры Эфес пережил новый культурный и экономический подъём. В городе шло широкое строительство: большой театр из мрамора и знаменитая Библиотека Цельса, новые храмы и административные здания, акведуки и фонтаны. Эфес стал одним из городов второй софистики.
Ещё больше увеличилось значение и влияние святилища Артемиды. Недаром выдающийся оратор II века Элий Аристид в одной из речей назвал храм Артемиды «казнохранилищем всей Азии» (Or. 23.24).
Лишь в 262 году нашей эры Эфес, как и другие греческие города, подвергся разорению готов, которые переплыли Геллеспонт и высадились в Малой Азии (SHA XXIII.IV.6). Готы не только разграбили, но и подожгли святилище Артемиды (Иордан. Getica 20).

### Византийский период
В V—VI веках Эфес входил в пятёрку важнейших городов Византийской империи. При императоре Константине I Великом город был в значительной степени перестроен, были выстроены новые бани. К IV веку большинство эфесцев, по-видимому, перешло в христианство, и в 401 году храм Артемиды был окончательно разрушен. Камень, из которого он был построен, пошёл на строительство других зданий, в том числе Софийского собора. В 431 году в Эфесе состоялся Третий Вселенский собор, на котором присутствовало 200 епископов. В 449 году в Эфесе состоялся Второй Эфесский собор, который не был признан Вселенской церковью. При императоре Юстиниане I в городе была построена базилика Св. Иоанна.
В 614 году город был частично разрушен землетрясением. В дальнейшем значение города как центра торговли убывало по мере того, как эфесская гавань постепенно заполнялась илом из реки. Неоднократно предпринимавшиеся попытки углубления дна не могли спасти ситуацию. На сегодняшний день гавань находится в 5 километрах от города. Потеряв гавань, город лишился и выхода к Эгейскому морю, что немедленно ударило по торговле. Люди стали покидать город, перебираясь на близлежащие холмы. Руины храмов использовались в качестве источника строительного камня для новых жилищ.
Арабские грабежи 654—655, 700 и 716 годов ещё больше ускорили упадок города. К моменту завоевания турками-сельджуками в 1090 году от него осталась лишь небольшая деревня. В 1100 году Византия возвратила контроль над населённым пунктом (переименованным в Агиос-Феологос, в честь апостола Иоанна Богослова) и удерживала его до 1308 года. В декабре 1147 года во время Второго крестового похода состоялась битва с сельджуками в непосредственной близости от города. На момент прихода в эти места крестоносцев на месте шумного портового города находилась деревня Аясолук. Даже храм Артемиды был совершенно забыт местными жителями.

### Османский период
В 1304 году крепость Агиос-Теологос (тур. Аясолук) была занята войсками Саса-бея, полководца бейлика Ментеше. В скором времени он отошёл к бейлику Айдыногуллары, и здесь появился сильный флот, совершавший отсюда рейды по окрестностям. С этого начался новый, непродолжительный период процветания, уже под властью сельджуков. Город снова пережил короткий период расцвета в XIV веке во времена новых сельджукских правителей. В городе появились новые значительные сооружения — мечеть Иса-бей (1374—1375), караван-сараи и турецкие бани. В 1391—1392 годах территория вошла в состав Османской империи.
Полководец из Центральной Азии, Тамерлан, разгромил османов в Анатолии в 1402 году, а османский султан Баязид I умер в плену. После периода волнений данный регион был снова включён в состав Османской империи в 1425 году. В XV веке Эфес был окончательно заброшен. Соседний город Аясолук в 1914 году был переименован в Сельчук.

## Религия

### Культ Артемиды

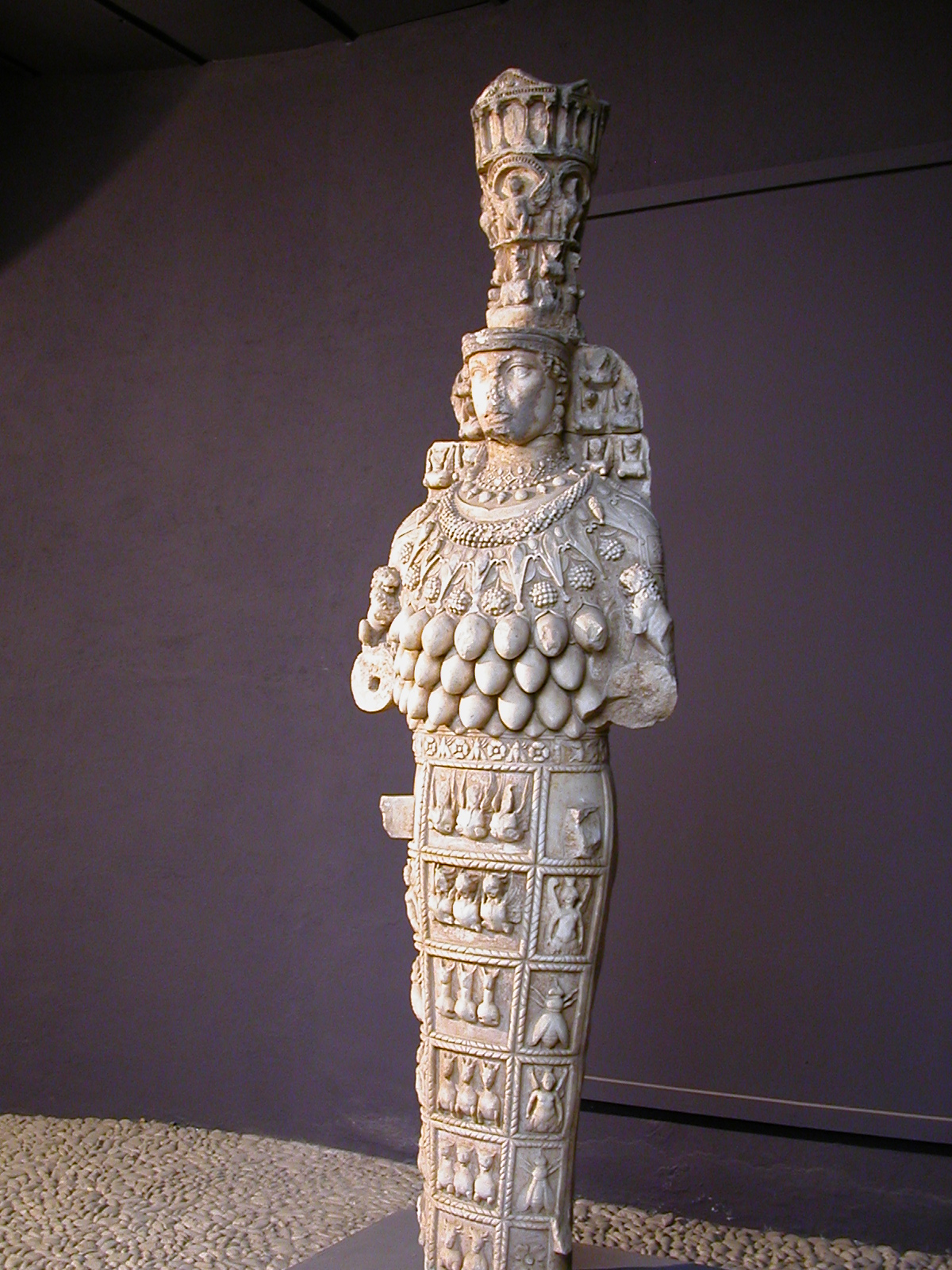
Артемида Эфесская

Родиной культа Великой Артемиды, богини охоты, считается залив реки Малый Мендерес. В архаические времена ещё в доионический период в этих местах поклонялись богине плодородия — владычице зверей. Обитатели этих мест — карийцы и лелеги — поклоняясь, обращались к ней «Великая Мать».
Изучая культуру античного периода, учёные убедились в том, что образ этой богини использовался в различных формах поклонения. Из-за этого имя Артемида употреблялось не всегда (в римской традиции фигурировало имя Диана), и всё же богиня почиталась в обязательном порядке. В более поздний период ионийцы, прибывшие в эти места, назвали её по-гречески Артемидой. Прибыв в залив реки Малый Мендерес, они обнаружили храм, расположенный между двумя дорогами, начинавшимися от порта и простиравшимися до самого центра этой местности, храм находился в окружении крепостных стен. Внутри крепостных стен находилась статуя Артемиды, изготовленная из дерева. Эта статуя является предшественницей известной статуи Артемиды. Лидийский царь Крёз, завоевав эти края, разрушил храм Артемиды. Позже по приказу царя на дороге между Сельджуком и Эфесом в 100 или 150 м от Сельджука был сооружён каменный храм Артемиды. Царь Лидии принёс в дар несколько колонн.
Исследователи отмечают определённую связь Александра Великого с храмом Артемиды. В 356 году до н. э. в ночь рождения Александра храм Артемиды в Эфесе был подожжён. Это сделал психически неустойчивый человек по имени Герострат, который таким образом планировал увековечить своё имя. Он достиг своей цели, так как его имя до сих пор является частью таких крылатых выражений, как «Геростратова слава», «лавры Герострата» и других. В те времена эфесцам часто задавали такой вопрос: «Отчего же Артемида не спаслась от пожара?», на что давался ответ: «В ту ночь Артемида оказывала помощь при родах Александра в Пелле вблизи Салоник». В результате от этого древнейшего памятника не осталось почти никаких следов. После случившегося пожара храм был восстановлен и украшен статуями работы Праксителя и других выдающихся скульпторов. Статуя богини была украшена позолоченным и блестящим мрамором, переливающимся на свету.

В 334 году до н. э. Александр Великий после нанесения поражения персам прибыл в эти места. Он организовал церемониальное шествие в честь богини Артемиды и обещал населению Эфеса содержать новый храм и оплатить старые расходы. Однако жители Эфеса отклонили предложение Александра и ответили таким образом: 
Боги богам не сооружают храмов!
Существует выражение «велика Артемида Эфесская», возникшее в начале христианизации города во времена конфликтов между поклонниками богини и христианами. По сохранившимся сведениям, лидером христиан был апостол Павел. Ювелир по имени Димитрий изготовлял на продажу миниатюрные храмы Артемиды из серебра. Однако Павел осуждал поклонение идолам, изготовленным человеческой рукой, и счёл такой вид поклонения ошибочной и недопустимой религией. Димитрий, узнав об этом, собрал всех своих коллег и передал слова апостола Павла. Люди, поклонявшиеся богине Артемиде и зарабатывавшие на жизнь ремеслом, собрались вместе и устремились к Большому городскому театру с возгласами: «велика Артемида Эфесская». У здания театра скопление народа было наибольшим. Произносились многочисленные речи, и народное волнение приостановили государственные власти. Дело было передано в судебные органы. Павел был вынужден покинуть город. Храм Артемиды вошёл в историю не только как архитектурная памятка, но и в то же время служил храмом для поклонения тысяч людей. В его строительстве приняло участие большое число художников и скульпторов.

### Христианство

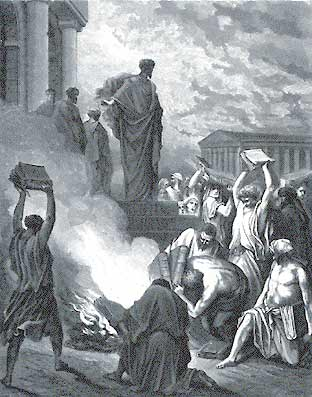
Эфессцы сжигают книги о колдовстве после проповеди апостола Павла

#### Апостол Иоанн
В Эфесе жили апостолы Иисуса Павел и Иоанн. Святой Павел пребывал в Эфесе на протяжении трёх лет и занимался религиозной деятельностью (Деян. 20:31), вместе с ним проповедовал его ученик, Тимофей, который впоследствии стал первым епископом Эфеса, основав Эфесскую архиепархию (существовала до XI века). Святой Иоанн провёл в Эфесе последние годы своей жизни и здесь же начал писать Евангелие. Местом его захоронения считается холм Аясолук, где и находится его могила. На его могиле римский император построил церковь, которая стала самым значительным памятником средневековья в этом регионе.
Согласно Евангелию, распятие Иисуса происходило на глазах у апостола Иоанна и Пресвятой Богородицы; в этот момент Иисус, взглянув на Свою Мать, сказал: «се, сын Твой» и взглянув на Иоанна, сказал: «се, Матерь твоя». После этого апостол Иоанн принял Марию и никогда не оставлял её одну. После распятия Иисуса в Иерусалиме обстановка среди населения была нестабильной. Вследствие убийства брата апостола Иоанна, апостола Иакова, он решил покинуть Иудею. Между 37 и 48 годами подробная информация о жизни Иоанна отсутствует. Исчезновение апостола Иоанна на 11 лет, предположительно, указывает на его нахождение в Эфесе. Как и другие апостолы, Иоанн был занят распространением христианства. В первой половине VI века по повелению императора Юстиниана I на могиле апостола Иоанна возвели базилику.

#### Святая Мария
Отрывок из одного сообщения третьего собора, созванного в Константинополе, подтверждает, что Святая Мария вместе с Иоанном Богословом действительно переселилась в Эфес. О жизни после Рождества и о смерти матери Иисуса, Святой Марии, подробных сведений не имеется. Сведения, данные апостолами Лукой и Иоанном, носят относительно противоречивый характер. В Евангелие от Луки Мария изображается как человек глубоко верующий и имеющий большую надежду на будущее. Апостол Лука описывает жизнь матери Иисуса до вознесения Христова.
Апостол Иоанн описывал события немного в иной плоскости. Зарождение новой религии сопровождалось волнениями внутри народа, тем не менее, новое вероучение распространялось довольно быстро. После распятия Иисуса Мария покинула Иудею. Иоанн рассказывает о Божьей Матери, которая была ему доверена Иисусом. Апостол Иоанн взял её к себе на содержание, как и завещал Иисус.
Вследствие распятия сына и начала гонений на христиан Мария покинула Иерусалим. Она переселилась в долину, окружённую лесом, неподалёку от Эфеса, её дом находился на горе, неподалёку от лесистой лощины. В этих местах Святая Мария нашла себе постоянное пристанище. Раз в году эфесцы, чтобы почтить Артемиду, взбирались на гору Сольмиссос, однако о нахождении Марии на этой горе им не было известно. Об этом знал лишь апостол Иоанн.
Не все религиоведы поддерживают версию, что Святая Мария умерла именно в Эфесе, многие называют местом её смерти Иерусалим, а местом погребения — Гефсиманский сад. В поддержку версии, связанной с Эфесом, высказывается Ф. Стрихер:

Поклоняйтесь Марие заступнице, находящейся не в Риме, а в Эфесе. —
Schweizer Kirchenzeitung (рус. Швейцарская церковная газета)

#### Семь отроков Эфесских

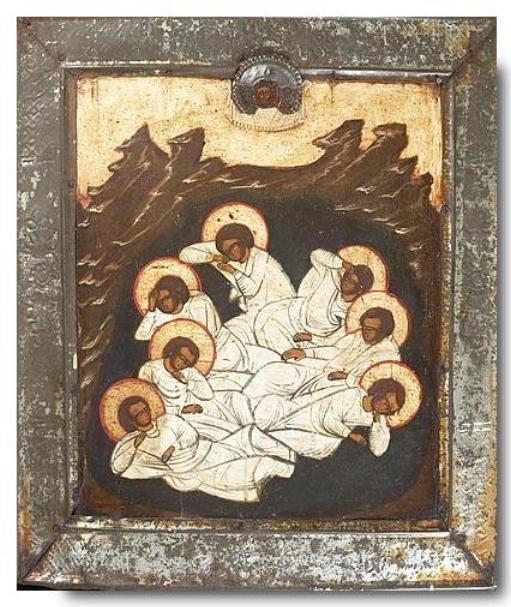
Семь отроков Эфесских

По преданию, во времена императора Деция Траяна семеро юношей, спасаясь от идолопоклонников, нашли укрытие в пещере и провели в ней во сне 200 лет. По другой версии, семеро спящих проснулись в V столетии в годы правления императора Феодосия I. Семь отроков Эфесских почитаются и в мусульманстве. В итоге многие христиане пожелали быть захороненными в этом месте, и их желания были исполнены. Так здесь появилась и была построена вначале небольшая церквушка, затем кладбище со ста могилами, число которых росло; в итоге в городе находились большое кладбище и монастырь. Число могил росло вплоть до VI столетия, и эти места до начала XII века были пунктом назначения многих христианских паломников. Позже эти места были покинуты и подвергнуты разрушениям.

#### Лазарь Галисийский
Монах Лазарь, который родом из города Магнезия (Лидия) переселился в окрестности Эфеса на гору Галисия (отождествляется с горой, где находились развалины храма Артемиды), где стал столпником. Вокруг Лазаря вскоре возникла монашеская община и образовался монастырь. Скончался в 1053 году и был погребён своим учениками в столбе, на котором Лазарь совершал свои монашеские подвиги.

### Ислам

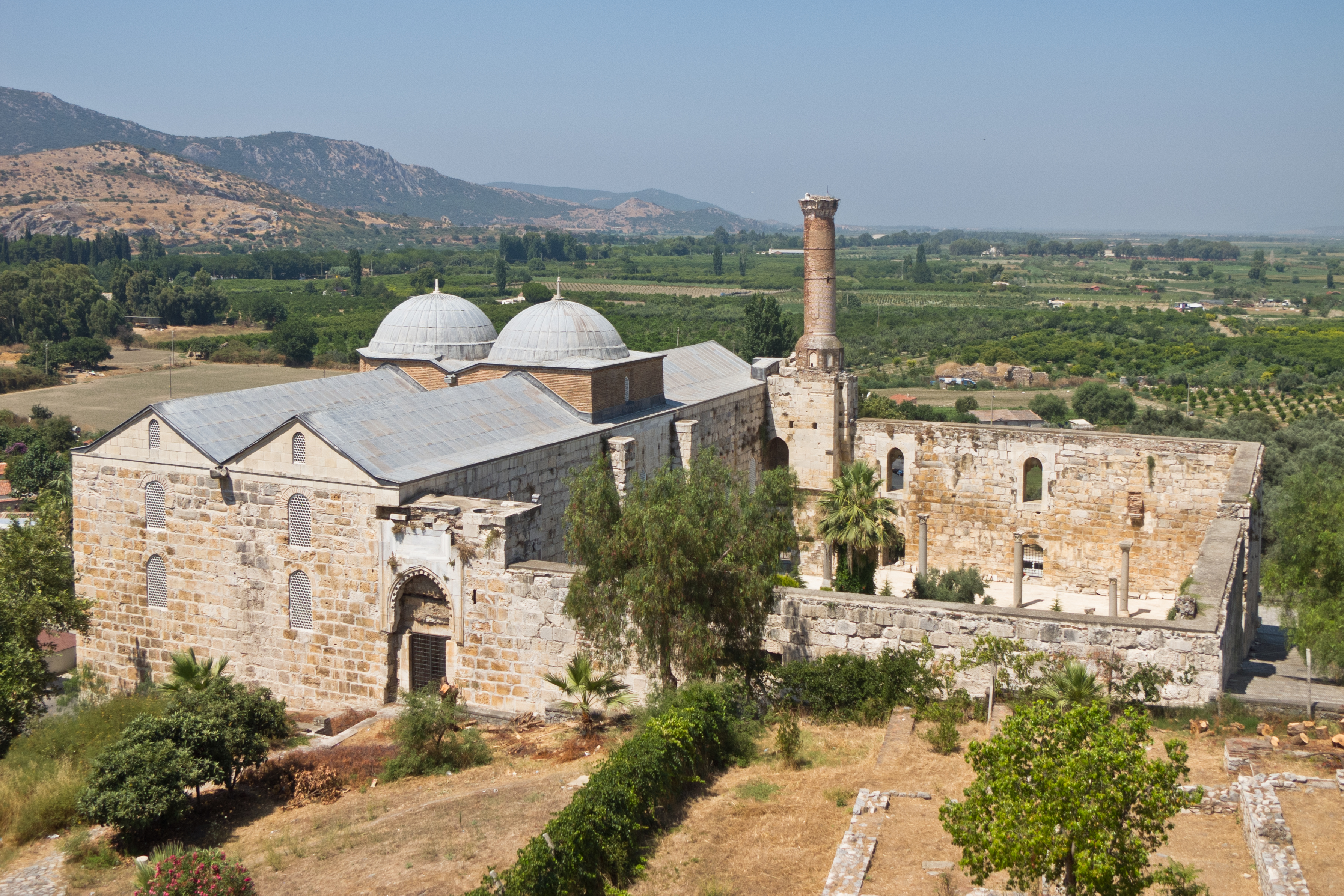
Мечеть Иса-бей

Ислам в Эфесе стал распространяться с началом османского периода в истории города, то есть начиная с первой половины XIV века. В 1375 году на холме Аясолук была построена первая в Эфесе мечеть Иса-бей. Она была построена дамасским архитектором Али ибн Мишимишем по заказу Айдыноглу Иса-бея. Сама мечеть занимала 1/3 часть комплекса и 2/3 дворового участка. Весь комплекс имел длину в 57 м, ширину 51 м и занимал довольно большую площадь. Во внутренний двор мечети с полуразрушенными куполами имеется вход с западных ворот. Главный вход в мечеть проходит через трёхарочные ворота. Два купола подкреплены колоннами из чёрного гранита. Купола и колонны матово-белого и тёмно-голубого цветов с фаянсовым покрытием. Для возведения мечети Иса-бей и других мечетей в этом районе использовались строительные материалы, привезённые исключительно из Эфеса. Колонны из гранита и капители привезены из портовых бань. Мечеть Иса-бей является одним из лучших образцов исламской архитектуры в Малой Азии. Окна и двери мечети украшены с особой тщательностью. Купол имеет подпорочные своды из дерева, расположенные с двух сторон.

## Архитектура

### Храм Артемиды

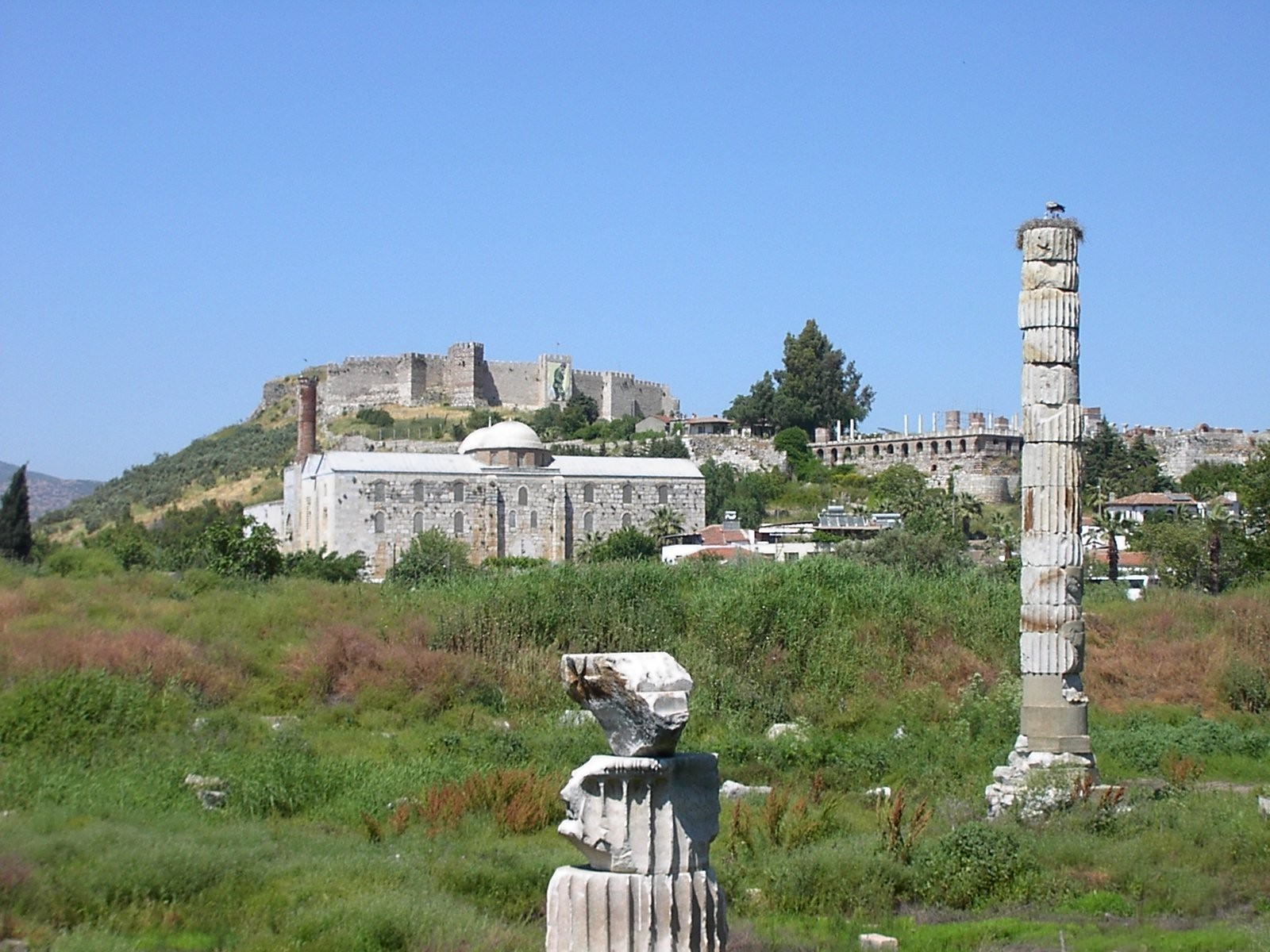
Руины храма Артемиды в Эфесе

Существует мнение, что первоначально храм Артемиды был построен амазонками. Плиний Старший указывает, что на этот храм семь раз совершались нападения. Лидийский царь Крёз, прибыв в Эфес, принял решение спонсировать строительство храма критскими архитекторами Херсифроном и его сыном Метагеном, царь подарил им колонны, украшенные рельефными рисунками в нижней части (на базах колонн храма сохранились две его надписи).
Спустя 200 лет в 356 году до н. э. этот архаический храм был подожжён человеком по имени Герострат. В конечном счёте храм был восстановлен. Одно из чудес света сохранило свои размеры и после восстановления. Ширина храма Артемиды была 52 метра, длина — 105 м, высота колонн — 18 м. Храм существовал до III века н. э., в 253 году после нападения готов храм вновь подвергался грабежам, мародёрству и поджогам. Из-за распространения на данной территории христианства храм больше не восстанавливался. После разрушения храма большая часть его мраморных колонн была вывезена в Константинополь и использована для строительства Софийского собора.
Остатки храма были обнаружены в конце XIX века английскими учёными. Архитектурные и скульптурные фрагменты храма Артемиды находятся в Британском музее. В Стамбульском музее археологии и Эфесском музее выставлены ценные артефакты из золота и слоновой кости.

### Библиотека Цельса

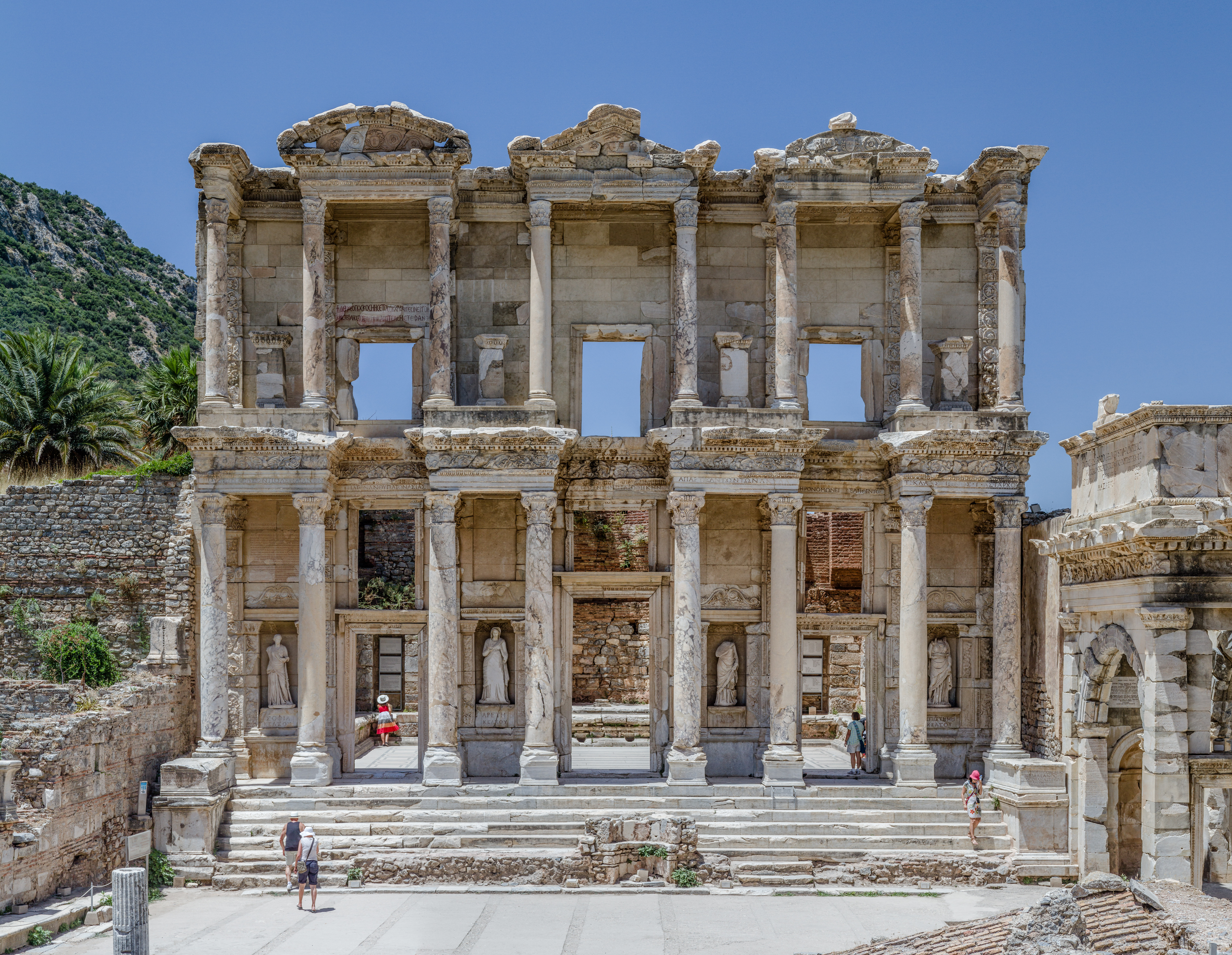
Библиотека Цельса

Библиотека была построена в эпоху империи во время правления Адриана по проекту архитектора Тиберия Юлия Аквилы, который пожелал посвятить её своему отцу Тиберию Юлию Цельсу. Строительство началось в 114 г. н. э. и было завершено до 135 г. н. э. уже наследником Тиберия, который завещал большую сумму средств на покупку книг и содержание библиотеки. Во 2-й половине III века во время нашествия готов внутренняя часть здания была полностью разрушена пожаром, который пощадил фасад здания. Однако в поздний византийский период фасад был разрушен землетрясением.
В 1960—70-х годах была проведена масштабная реконструкция фасада с целью придать ему первоначальный вид. Двухъярусный фасад, украшенный колоннами, имеет вид театральной декорации. Колонны нижнего яруса, которые стоят на подиуме центральной лестницы из девяти ступеней, сгруппированы попарно в четыре ряда и увенчаны капителями коринфского ордера. Колонны верхнего яруса имеют меньшие размеры. Треугольные и полукруглые тимпаны венчают колонны трёх центральных пар. На нижнем этаже за сценично оформленною колоннадою видно три портала в обрамлении тончайшего орнамента, имитирующего рельефный фриз. Над порталами находятся три больших проёма окон. Вход в библиотеку начинался с 9-ступенчатой лестницы. На верхнем подиуме стояли четыре скульптуры, олицетворявшие Премудрость, Добродетель, Мысль и Познание.

### Агора
Руины агоры относятся к сооружениям периода Римской империи, построенным, скорее всего, в период правления императоров Августа и Клавдия. Агора, которая окончательно была застроена при Феодосии (IV в.), была украшена двойной колоннадой портика, под которым размещались торговые ряды. Когда-то в центре агоры были водяные часы. Эти часы были отреставрированы и переставлены в восточную галерею. Агора была центром торговой деятельности, куда съезжались купцы со всех концов империи. Здесь был также рынок рабов, на агоре проводились собрания по случаям религиозных и светских праздников. На севере от агоры стоят развалины колоннады базилики, построенной при династии императоров Августов.

### Театры

#### Большой театр

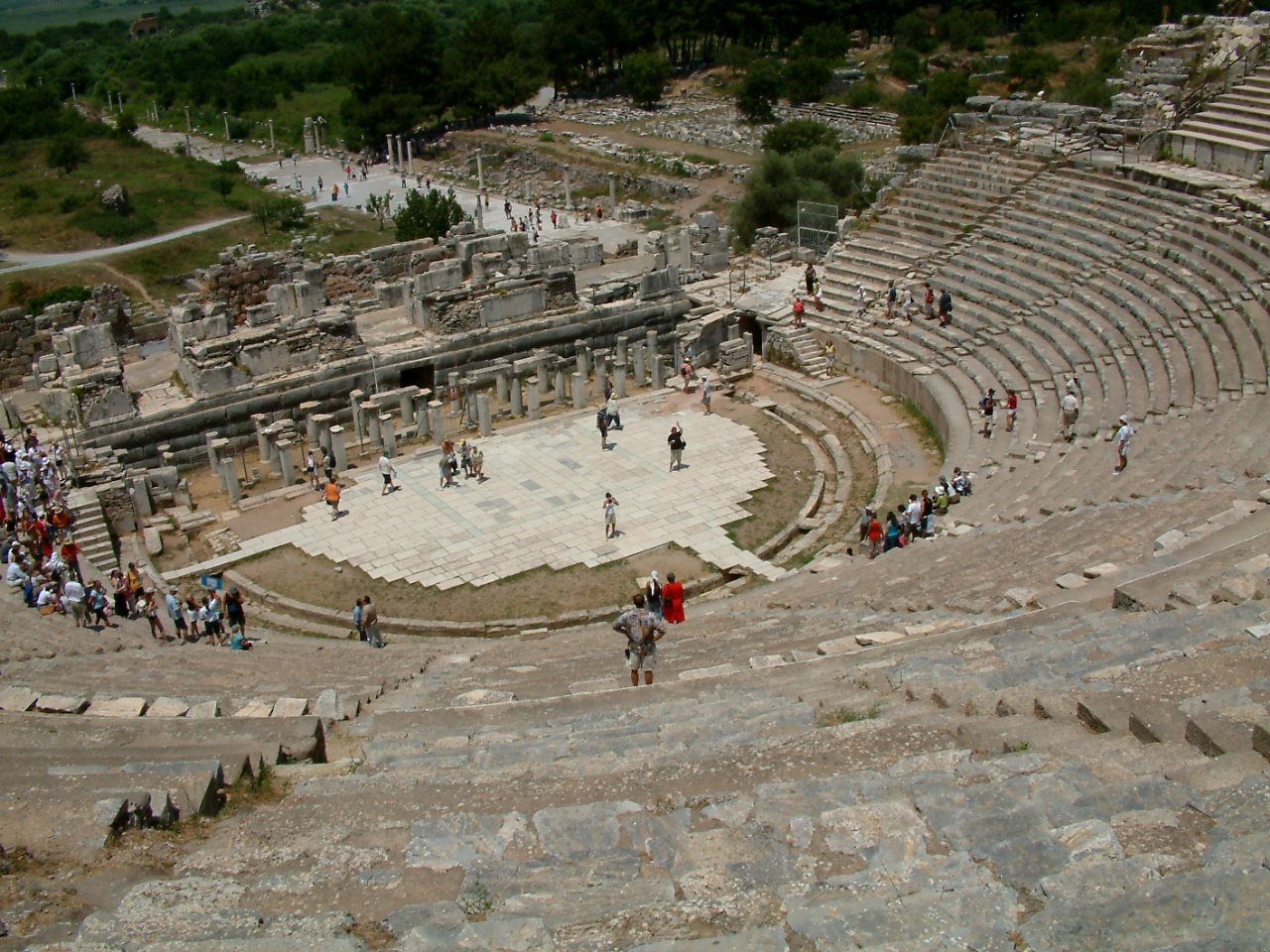
Руины театра

Большой театр находился в самом начале Портового проспекта, прилегая вплотную к холмам горы Панаир. Передняя и боковые части театрального здания окружены высокими стенами. Театральная сцена, представляющая существенную культурную значимость, дошла до нашего времени и имеет хорошую сохранность. Театральное здание было трёхэтажным с особым декорационным строем колонн, скульптурных памятников в нишах и изящных рельефных рисунков. Второй этаж театра был построен по приказу императора Нерона, а третий — императором Гальбой.
Здание театра было обнаружено в результате многолетних археологических раскопок. Последние строительные работы в театре были проведены во времена правления императора Траяна. Театр вмещал 25 000 зрителей и имел диаметр 50 м. Проход, расположенный в верхней части здания, имел сообщение с улицей Куретов. Плиты и камни этого театрального здания, впрочем, как и в других случаях, были использованы при строительстве других зданий. Художественная значимость этого сооружения довольно велика: не только как образца театрального здания, но и как места кульминации борьбы между христианами и идолопоклонниками. В первые годы христианства шло постоянное противостояние между теми, кто поклонялся Христу и Артемиде. В окрестностях этого театра происходили народные волнения на религиозной почве, в дело пришлось вмешаться городским службам.

#### Одеон

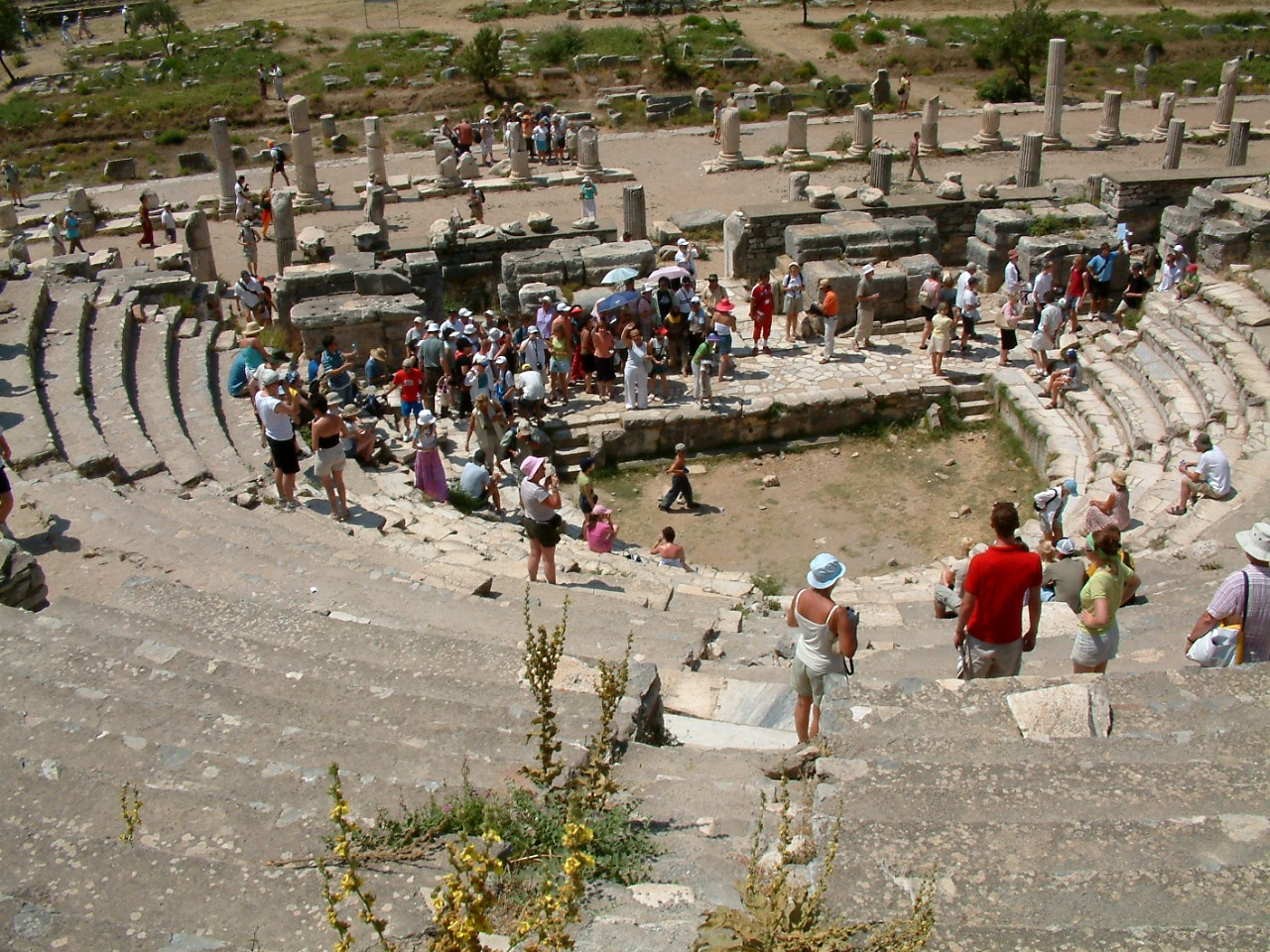
Одеон

Полукруглое сооружение, известное также как Малый театр, стоит на склоне холма, на север от агоры. Судя по надписи, его построил в 150 году н. э. Публий Ведий Антоний. Изначальное назначение одеона — булевтерий, место заседаний городского сената. Первое крытое сооружение, рассчитанное на 1400 мест, использовалось поочерёдно: то для заседаний Сената, то для театральных представлений. Архитектурное решение одеона аналогично классическим моделям: аудиториум с его двухъярусным полукругом рядов, разделённый на четыре основных сектора лестничными проходами; конструкция просцениума говорит о том, что строение было предназначено скорее для заседаний сената, чем для театральных представлений. Хотя существует версия, что театр вообще не использовался по причине отсутствия приспособлений для слива дождевой воды.

### Публичный дом
На указателе публичного дома по Мраморному проспекту был изображён след ступни. По одной из версий, публичный дом мог посетить лишь тот, чья нога была не меньше следа на мраморе. Здание публичного дома было расположено слева в конце Мраморного проспекта, оно датируется IV столетием. В публичном доме тщательно следили за соблюдением правил гигиены и санитарных норм. Так посетитель должен был пройти к залу через узкий коридор для проверки с обязательным требованием относительно чистоты рук и ног. Для соблюдения гигиены в публичном доме имелись все необходимые условия и предметы. Заведение было построено в честь Афродиты. Главный салон имел мраморное покрытие и был украшен скульптурками Афродиты.

### Храм Адриана

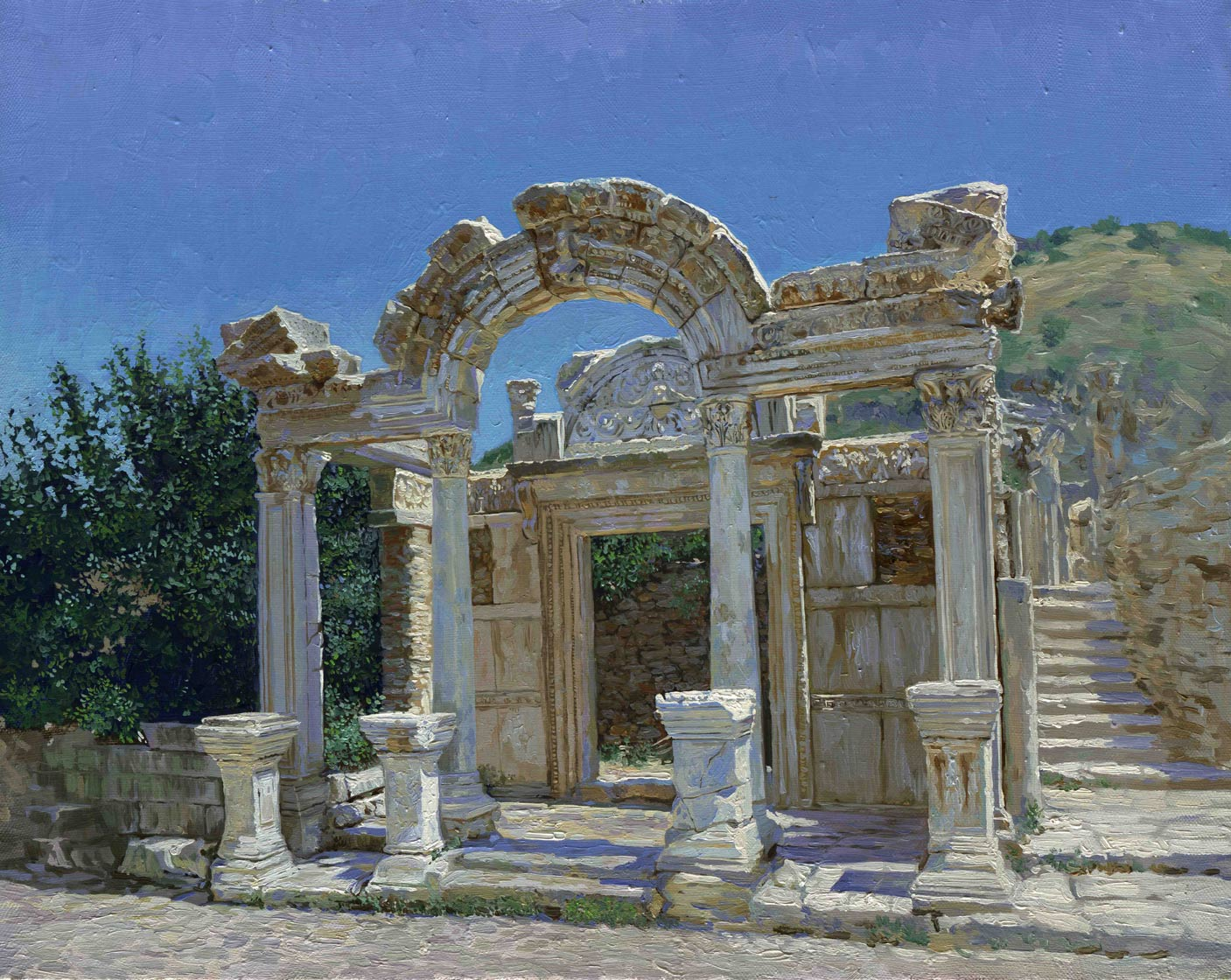
Храм Адриана

Надпись, выгравированная на архитраве храма, свидетельствует о дате его сооружения — около 138 года н. э. — малоизвестным архитектором П. Квинтилием, который посвятил храм императору Адриану. Перед монументальным пронаосом поднимаются пьедесталы от четырёх статуй, которые когда-то украшали храм. По тем надписям, которые сохранились на пьедесталах, можно определить, что это были статуи императоров Диоклетиана, Максимиана, Констанция Хлора и Галерия. Коринфский ордер храма безошибочно определяется с первого взгляда по изысканности скульптурной орнаментики. Две центральные колонны поддерживают лёгкую, утончённую арку — всё, что сохранилось от оригинального треугольного тимпана, который когда-то венчал здание. Орнаментика арки как бы продолжает мотив фризов, которые идут цельной линией по антаблементу; в центре арки помещён бюст Тихе (богини-покровительницы города). Архитравы порталов богато декорированы с использованием античных орнаментов. Над главным порталом, который ведёт в наос, находится полукруглая люнетта, где на фоне утончённого переплетения цветов и листьев аканта представлена женская фигура, которая напоминает античные изображения Медузы. В середине наоса можно увидеть часть оригинального подиума, который когда-то поддерживал статую императора Адриана. Храм был изображён на реверсе турецкой банкноты в 20 миллионов лир 2001—2005 годов и на новой 20-лировой банкноте 2005—2009 годов.

### Улица Куретов

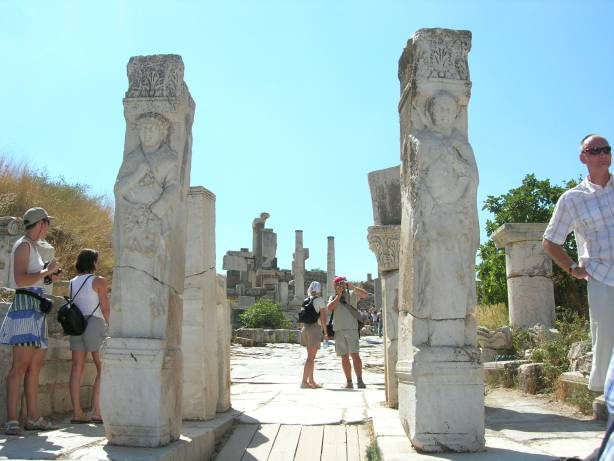
Ворота Геракла

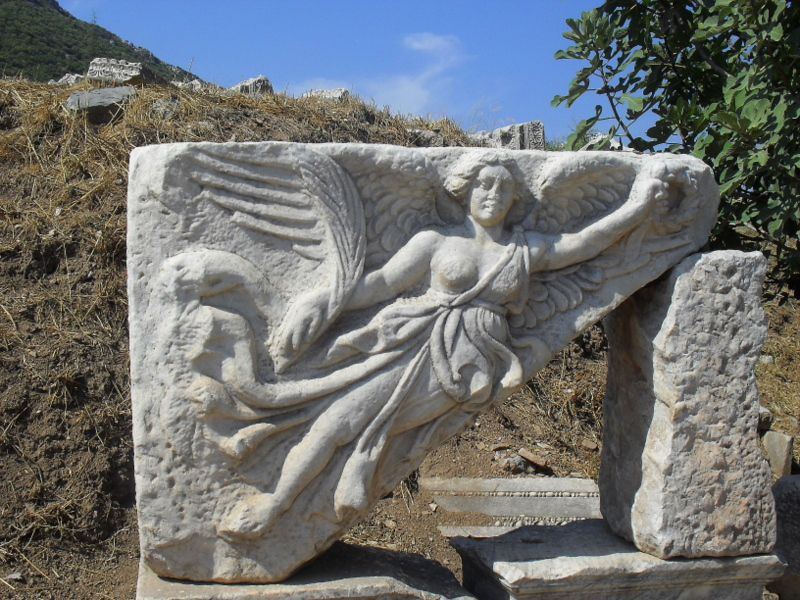
Эфес, рельеф богини победы — Ники

Улица Куретов протянулась вдоль склона от Библиотеки Цельса и Ворот Геракла до агоры. Тот вид, который она имеет в наши дни, был придан ей на рубеже IV и V вв., когда проводились работы по её обновлению после сильного землетрясения середины IV в., которое полностью разрушило улицу. Мощение из мрамора и природного камня гармонирует с руинами античных строений, которые стоят по обеим сторонам улицы. Можно увидеть колонны, каменные пьедесталы, подиум, капители, фризы, статуи и остатки торговых лавок и жилых домов. Из этих античных руин, часто привезённых сюда из других районов города, выразительно выделяются крытые галереи с колоннами, покрытие которых выполнено из ценной тонкой мозаики. На пустых пьедесталах, повёрнутых к колоннам, когда-то стояли статуи. На многих пьедесталах до сих пор сохранились надписи, выгравированные на камне. Например, в левой части улицы на юге находилась статуя внука римского диктатора Суллы, Меммия. Большая часть статуй была помещена в музей. Название улицы связано с мифологическими персонажами, которые дали имя священной касте куретов. Сначала они возглавляли знаменитые культовые действия в Храме Артемиды, а со временем стали играть основную роль в Пританее, где сохранилось множество надписей, которые рассказывают об их деятельности. Такие же надписи встречаются и по всему городу. На этой и других улицах города размещались ямы, накрытые решётками, где помещали осуждённых за убийство или изнасилование. Каждый прохожий имел право плюнуть в яму, чем выражал своё осуждение. На улице также расположена стена из мрамора, на котором выгравированы все городские законы.

### «Дома на склоне холма»
С противоположной стороны Храма Адриана расположен оригинальный ансамбль зданий под названием «Дома на склоне холма», повёрнутый к улице Куретов. В основном здесь жили представители привилегированных слоёв общества, в связи с чем улица имеет другое название — «Дома богачей». Они размещены таким образом, что каждый дом служит своего рода террасой для следующего за ним дома. Так называемый Дом Перистиля II отличается большим количеством декораций. Он был построен в I веке, но со временем несколько раз перестраивался вплоть до VI века. Многочисленные комнаты внутри домов имеют мозаичные полы и настенные фрески IV века. Дом Перистиля I также реставрировался. Датировка его постройки та же, что и предыдущего дома, то есть I век. Одна из комнат известна под названием «театр», поскольку её стены украшены фресками на театральные сюжеты. Некоторые фрески изображают сцены из пьес Менандра и Еврипида. На других фресках изображены мужские и женские обнажённые фигуры. Комплекс был обнаружен в 1969 году во время раскопок пятой по счёту террасы.

### Пританей
Пританеем в древности называлось здание, которое предназначалось для размещения канцелярских служб, где проводились также праздничные приёмы и банкеты для городской знати. Его можно сравнить с муниципалитетом. Здание пританея было найдено в результате длительных раскопок. Были обнаружены также колонны, плиты и скульптура Артемиды. Комнаты были сгруппированы вокруг священного очага. Нижняя часть здания относится к эллинистическому, а верхняя — к римскому периоду. Предполагается, что пританей был построен императором Августом в I веке н. э. Перед муниципалитетом был небольшой цветник, а для того, чтобы войти в здание, следовало пройти через второй двор, построенный в дорическом стиле. Здание использовалось также в качестве дома для гостей из провинции. Колонны поддерживали крышу помещения, в котором горел вечный священный огонь.

### Дом Богородицы

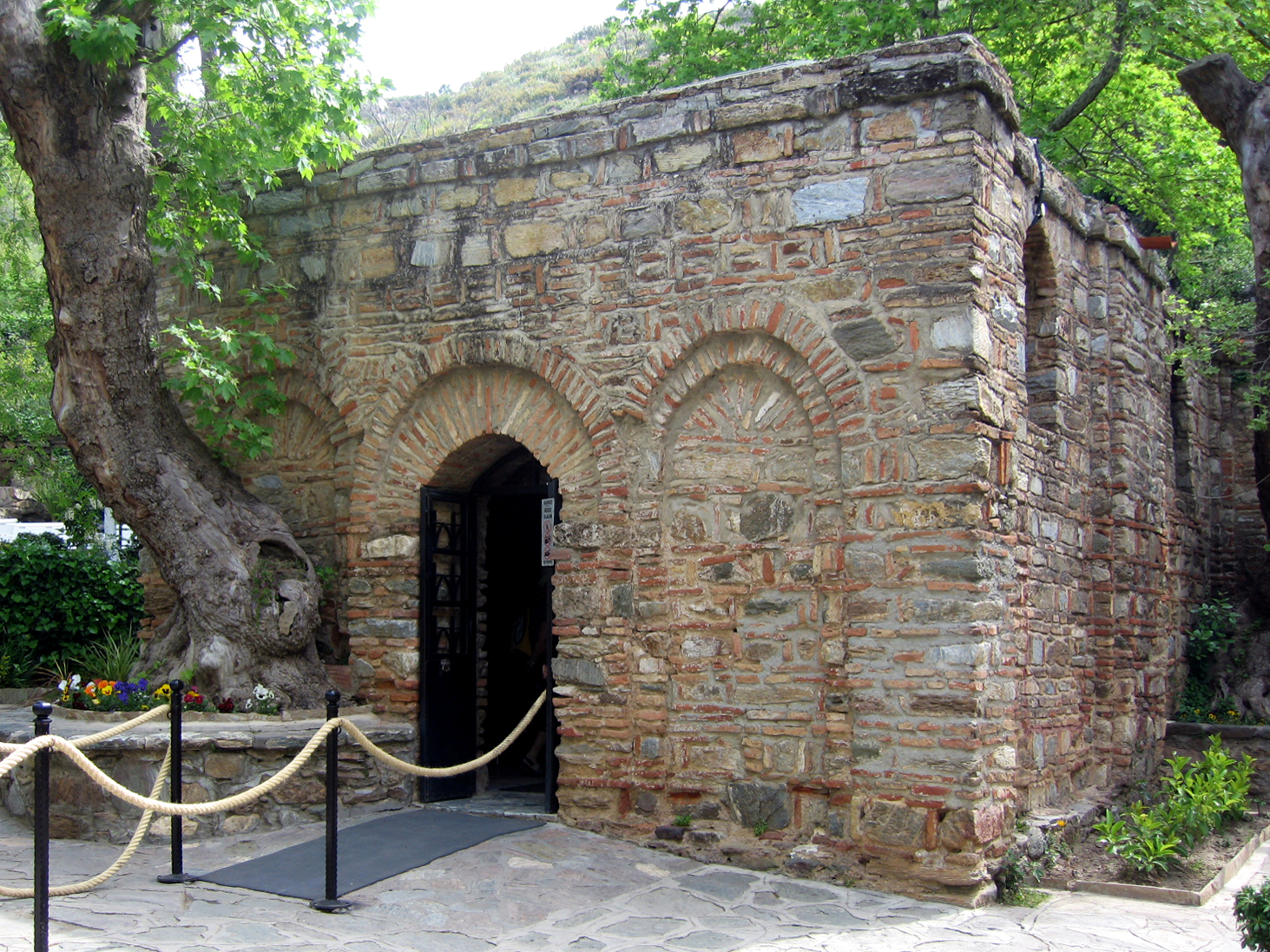
Отреставрированный дом Богородицы. Сегодня в нём устроена католическая часовня

Обнаружение дома Богородицы связывают с личностью монахини Анны Катерины Эммерих (1774—1824): за два года до смерти ей якобы явилось видение, связанное с этим домом. Дом был обнаружен в 1892 году благодаря раскопкам, инициатором которых был священник П. Юнг. Предполагается также, что этот дом позднее был церковью, построенной в честь Св. Марии в IX столетии. Дом имеет квадратную форму и построен из камня. Внутрь можно попасть через небольшую дверь спереди. В 1896 году папа Лев XIII высказался в поддержку того, что в доме действительно жила Богородица. Начиная с XX века дом активно посещают паломники.

### Базилика Св. Иоанна
Святой Иоанн прибыл в Эфес, жил в этом городе и начал писать Евангелие в старой базилике, здесь же он и был похоронен. Археологические находки, обнаруженные здесь, показали, что в этом месте находились его могила и ещё пять других могил, имеющих форму креста, некоторые археологи считают, что такое расположение могил было осуществлено по желанию апостола Иоанна. Однако сделать окончательный вывод достаточно сложно, так как большая часть найденных здесь артефактов была тайно вывезена в Грецию, Австрию и другие страны. Начиная с ранних периодов христианства, эта базилика служила местом поклонения многих паломников. Однако в более поздний период базилика разрушилась из-за неблагоприятных климатических условий. По указу византийского императора Юстиниана I церковь была вновь отстроена, и вокруг были построены колонны. Базилика была двухэтажной с 6 большими и 5 малыми куполами, 110 м длиной. Купола были мозаичными и украшены фресковой росписью. Во время раскопок было обнаружено довольно большое количество монет, датируемых I столетием. Из этого следует, что могила апостола Иоанна и церковь его имени были местом постоянного паломничества.

## История изучения Эфеса

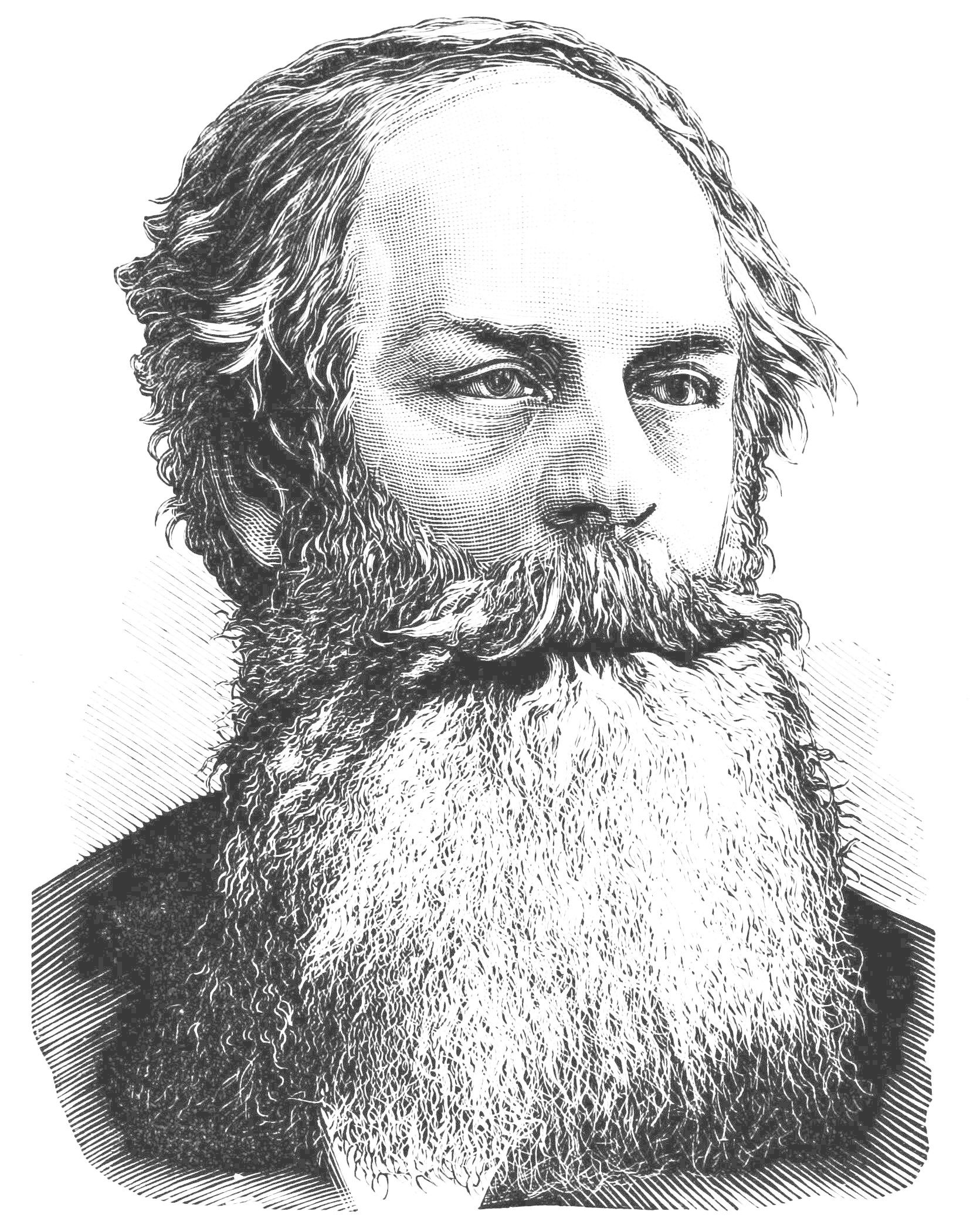
Джон Тертл Вуд (1875)

История археологических исследований Эфеса берёт начало в 1863 году, когда британский архитектор и инженер Джон Тертл Вуд, с 1858 года проектировавший здания железнодорожных станций на линии Смирна — Айдын и интересовавшийся бесследно исчезнувшим храмом Артермиды в Эфесе, упомянутом в Новом завете (Деяния 19:34), получил разрешение (фирман) и средства от Британского музея, начал поиски храма Артемиды. В феврале 1866 года, ведя раскопки театра Эфеса, Вуд нашёл греческую надпись, в которой сообщалось, что из храма в театр через Магнесийские ворота перевозили золотые и серебряные статуэтки. В 1867 году он обнаружил Священный путь, соединявший Артемисион с городом. Вуд приступил к раскопкам и 31 декабря 1869 года выяснил, что руины храма занесены почти 6-метровым слоем песка. За время раскопок с 1872 по 1874 год было удалено около 3700 кубометров песка, земли и камней, а в Британский музей было отправлено около 60 тонн фрагментов скульптуры и архитектуры. Неблагоприятные условия и ухудшение здоровья вынудили Вуда прекратить раскопки в 1874 году и вернуться в Лондон.

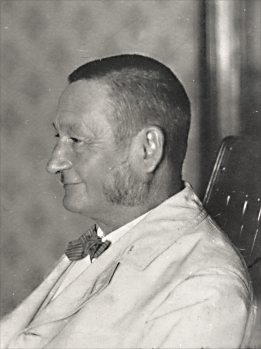
Отто Бенндорф

В 1895 году немецкий археолог Отто Бенндорф, получив субсидии в размере 10 000 гульденов от австрийца Карла Маутнера Риттера фон Мархофа, возобновил раскопки. В 1898 году Бенндорф основал Австрийский археологический институт, который сегодня играет ведущую роль в исследовании Эфеса. Бенндорф получил разрешение на раскопки от османского султана и в ходе своей работы исследовал большую часть обнаруженной на данный момент территории Эфеса. После основания Турецкой республики правительство передало всё в государственную собственность. С того времени австрийские раскопки осуществлялись всё время, за исключением периодов двух мировых войн и непрерывно продолжаются с 1954 года.
С 1954 года раскопки и реставрация ведутся не только Австрийским институтом, но и Археологическим музеем Эфеса. В ходе интенсивной работы с 1954 года они обнаружили и восстановили важные артефакты и достопримечательности. В 1979 году Министерство культуры и туризма Турции ускорило эту совместную работу в рамках своей программы «Раскопки Сельчук-Эфес, реставрация и систематизация окрестностей».
В последние годы проект даёт новые перспективы. Основной акцент больше не делается на раскопки древних зданий и общественных мест, больше внимания стали уделять уходу и сохранению зданий, которые уже были обнаружены. Соответственно, в течение последних 15 лет проект восстановил важные здания и памятники. В ходе раскопок, которые продолжаются уже более века, было исследовано только 10 % от общей площади древнего города Эфес. Планируется долгосрочное продолжение раскопок вместе с реставрационными работами.
В сентябре 2016 года Турция приостановила работу австрийских археологов из-за ухудшения отношений между Веной и Анкарой. Ожидается продолжение после прояснения отношений между странами.
Различные артефакты, найденные в городе, выставлены, в частности, в Венском музее Эфеса, Археологическом музее Эфеса в городе Сельчук и в Британском музее.
|                |                  |                       |                                        |          |                                            |
| Эрос и дельфин | Скульптура бойца | Фриз с головами быков | Обломки скульптур, фриз из храма Исиды | Саркофаг | Монета из электрума (620—600 гг. до н. э.) |